# Kalahlia, Odesa
Kalahlia (în ucraineană Калаглія) este un sat în raionul Odesa, regiunea Odesa, Ucraina, formată numai din satul de reședință.

## Demografie
Componența lingvistică a comunei Kalahlia
     Ucraineană (88,84%)
     Rusă (9,7%)
     Română (1,06%)
     Alte limbi (0,34%)
Conform recensământului din 2001, majoritatea populației comunei Kalahlia era vorbitoare de ucraineană (88,84%), existând în minoritate și vorbitori de rusă (9,7%) și română (1,06%).